# DiscT@2

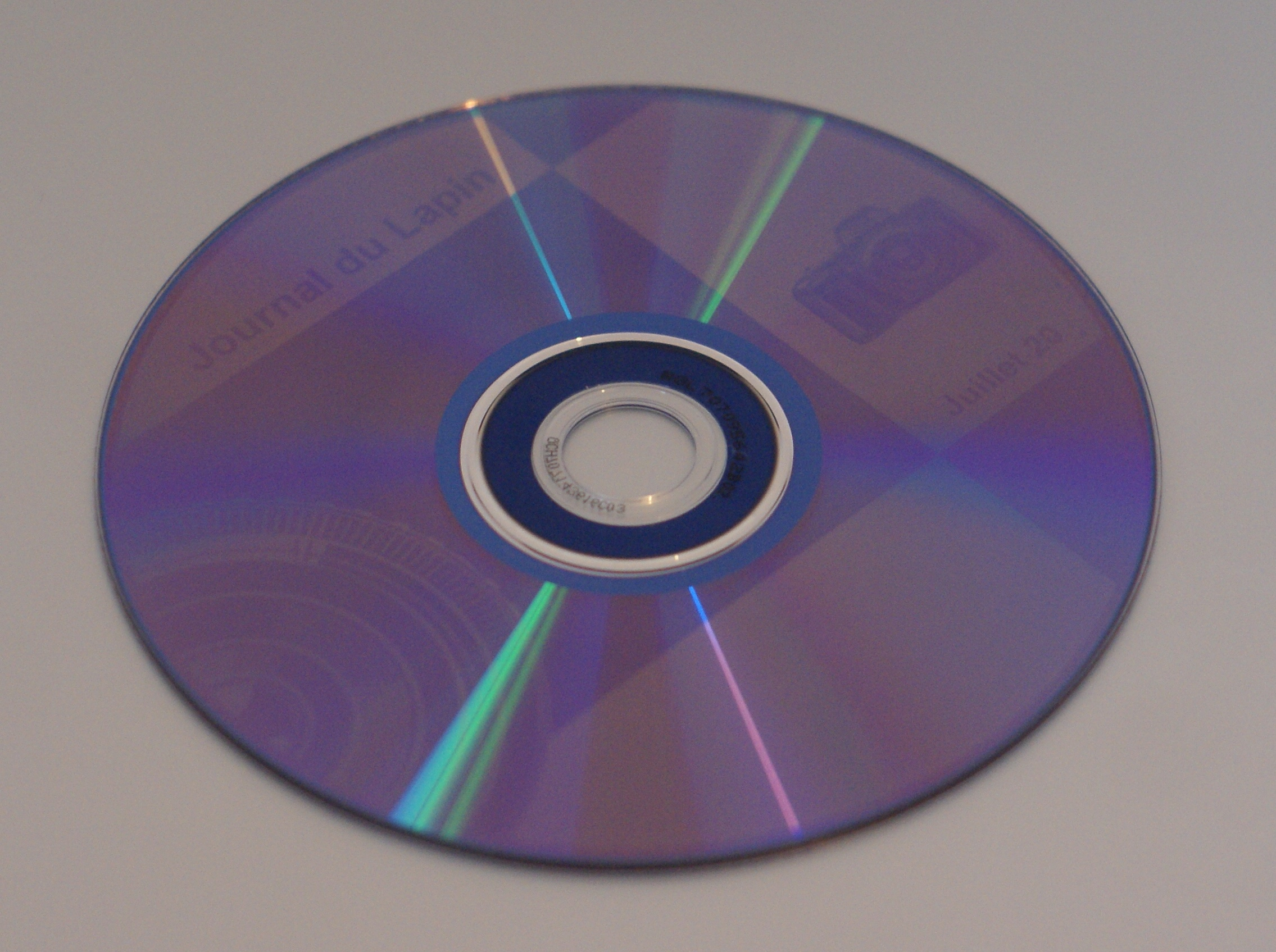
Диск с нанесённым с помощью технологии DiscT@2 рисунком

DiscT@2 (англ. Disc Tattoo) — технология, предложенная корпорацией Yamaha, для нанесения изображения на рабочую поверхность (сторону данных) обычных CD-R, впервые представленная в 2002 году. Эта технология требует наличия специального привода и соответствующего ПО. Широкое распространение DiscT@2 не получила, однако подобную функциональность (только для DVD±R) предоставляет технология LabelFlash от NEC.